# 托基
托基（英語：Torquay，/tɔːrˈkiː/）是英格兰西南部德文郡的海滨城镇，位于郡治埃克塞特以南18英里（29）、普利茅斯东北28英里（45）。2001年，托基的人口为65245。
托基经济原为渔业和农业城镇，但在19世纪初，该镇开始发展成一个时髦的海滨度假胜地。拿破仑战争期间，停泊在海湾的皇家海军军人经常光顾。后来，随着名气传播，受到维多利亚时代社会精英的欢迎。该镇以健康的气候获得了“英国里维埃拉”的昵称，与蒙彼利埃相提并论。
托基是作家阿加莎·克里斯蒂的故乡，有一个“阿加莎·克里斯蒂一英里”旅游线路。

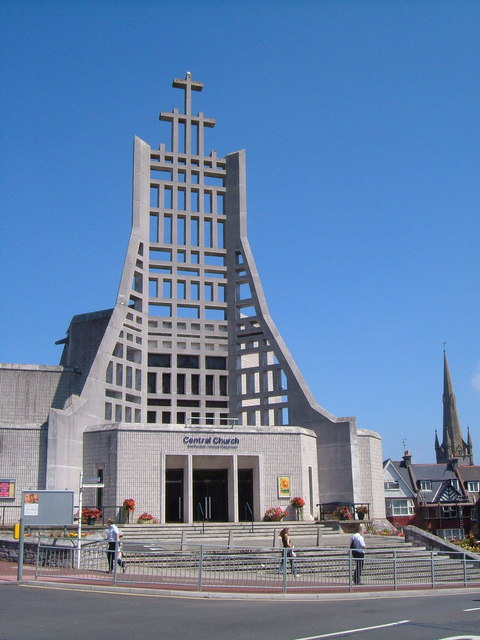
Central Church, Torquay

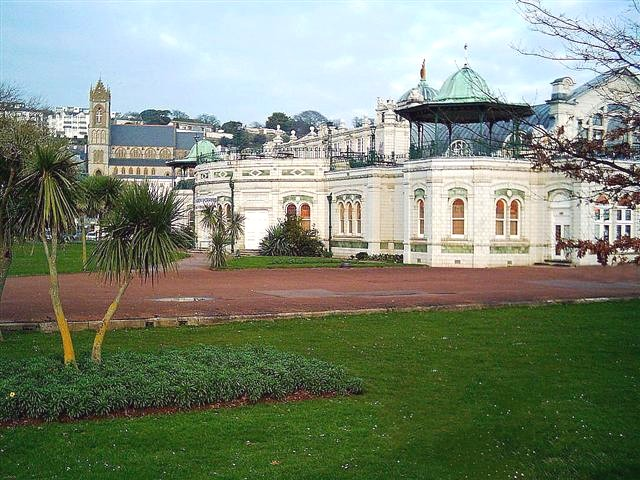
Torquay Pavilion, with St John's Church in the background

托基约有60个教堂，分别属于多个基督教宗派。